# Saxetbach
Der Saxetbach ist ein rund 10 Kilometer langer linker Zufluss der Lütschine im Berner Oberland. Er ist ein steiles, grosses Fliessgewässer der montanen, karbonatischen Alpennordflanke. An seinem Unterlauf hat er im engen Tal eine schmale Schlucht in den Felsen gegraben, die für das Canyoning beliebt ist. 1999 ereignete sich dort bei einem Hochwasser ein schweres Unglück mit 21 Toten.

## Geographie

### Verlauf
Der Saxetbach entspringt als Wildbach im Süden des Saxettals auf der felsigen Talstufe Hogant östlich des Berges Schwalmere und unter dem Hoganthore. Das Gebiet gehört zur Gemeinde Lauterbrunnen. Seine Quelle liegt unter dem Schutthang an der Schwalmere auf etwa 2485 m ü. M. Im zerfurchten hochalpinen Gelände liegen wenig östlich davon auch die Quellen des Chantbachs, der sich nach Osten wendet und in den Sousbach mündet, der ebenfalls ein Zufluss der Lütschine ist. Durch eine niedrige Wasserscheide vom Chantbach getrennt, fliesst der Saxetbach gegen Norden auf 2350 m ü. M. über die Hangkante zwischen der Schwalmere und dem Kleinen Lobhorn und stürzt danach, im Gemeindegebiet von Saxeten, steil über die hohe Felswand zu den Grasbändern Nesslereschöpf und danach über eine weitere Felsstufe zum Areal der Saxeter Alp Nessleren hinunter. Von der etwa eintausend Meter hohen Bergreihe, die im Halbrund das Alpgebiet im Süden umgibt, laufen zahlreiche weitere Quellbäche zum Saxetbach hinunter. Nördlich der Alpweiden erreicht der Bach den Bergwald und stürzt im Gebiet Stalden mit einem Wasserfall über eine hohe Felswand. Nahe davon liegt auch der Wasserfall des Wyssbachs, der am Berghang unter dem Sulegggrat entspringt und unterhalb des Felsens in den Saxetbach mündet. Dieser erreicht bei Allmi auf 1200 m ü. M. das mit Einzelhöfen besiedelte Kulturland südlich von Saxeten und fliesst dann auf 1100 m ü. M. in einem schmalen Tobel neben dem Dorf selbst vorbei.

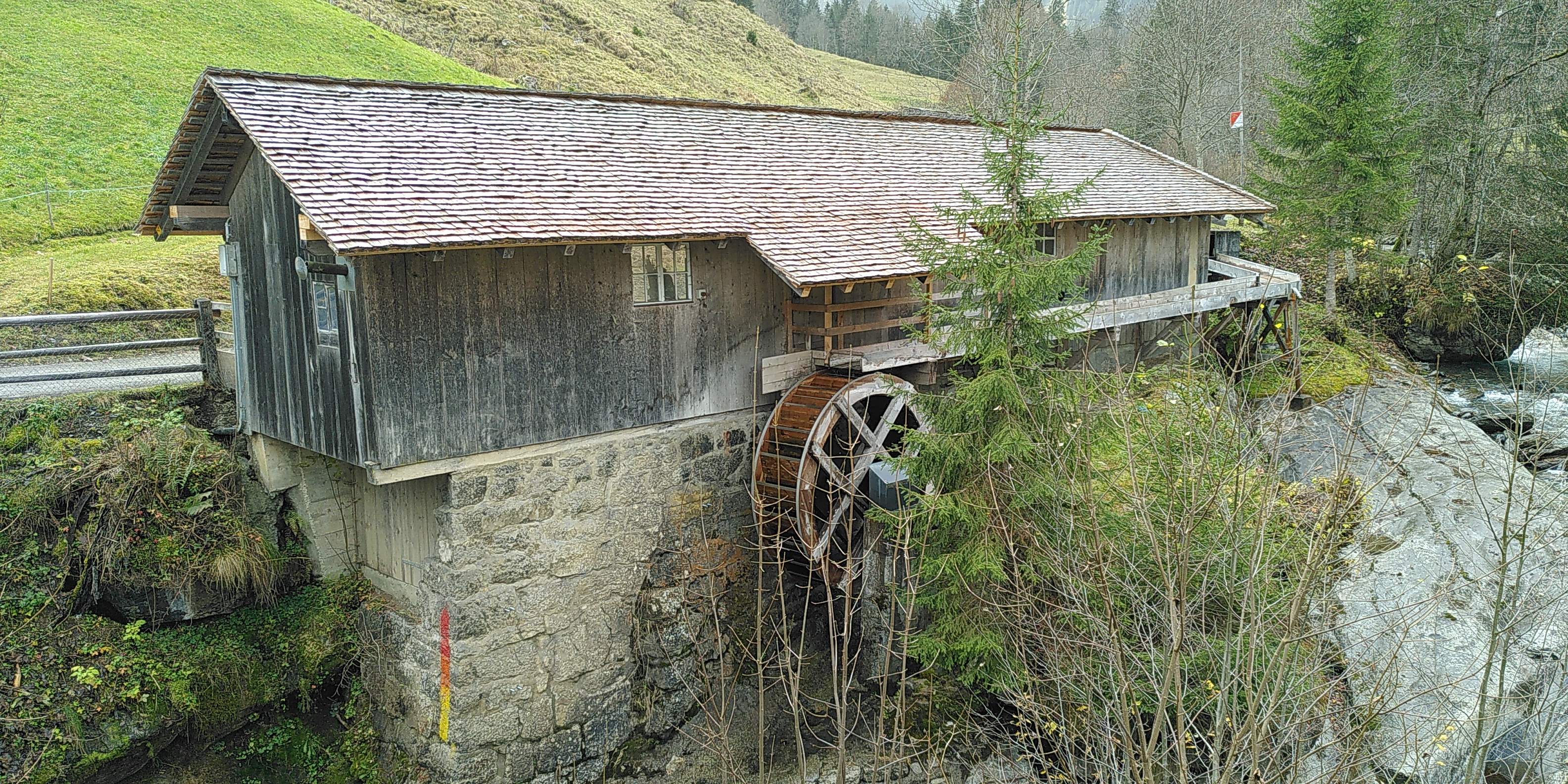
Sägemühle von Saxeten

Bei der Brücke der Kantonsstrasse steht neben dem Bachbett die historische Sägemühle von Saxeten, deren hölzernes Wasserrad vom Saxetenbach angetrieben wird. Das Gebäude stammt aus dem 19. Jahrhundert. Heute liefert das Wasserrad über einen Generator elektrischen Strom.
In der Umgebung der Siedlung fliessen dem Saxetbach von beiden Talflanken mehrere Seitenbäche zu. Der Bach passiert unterhalb der Ortschaft die drei Kilometer lange, sehr schmale Rinne im tief eingekerbten Tal, an einigen Stellen in klammartig in das Felsmassiv eingeschnittenen Passagen und Schluchten, die nur an wenigen Stellen über Fusswege erreichbar sind. Eine enge Schlucht im unteren Abschnitt hat den berndeutschen Flurnamen Lamm, der ein tief eingeschnittenes Felsental bedeutet. In der Mitte des engen Talabschnitts erreicht der Saxetbach das Gemeindegebiet von Wilderswil. Der Berghang auf der linken Seite des Saxettals ist ein ausgeprägter Trockenstandort; mehrere Wiesenflächen, die sich teils bis nahe an den Saxetbach erstrecken, sind im Bundesinventar der Trockenwiesen von nationaler Bedeutung unter der Bezeichnung Sytiweidleni verzeichnet.

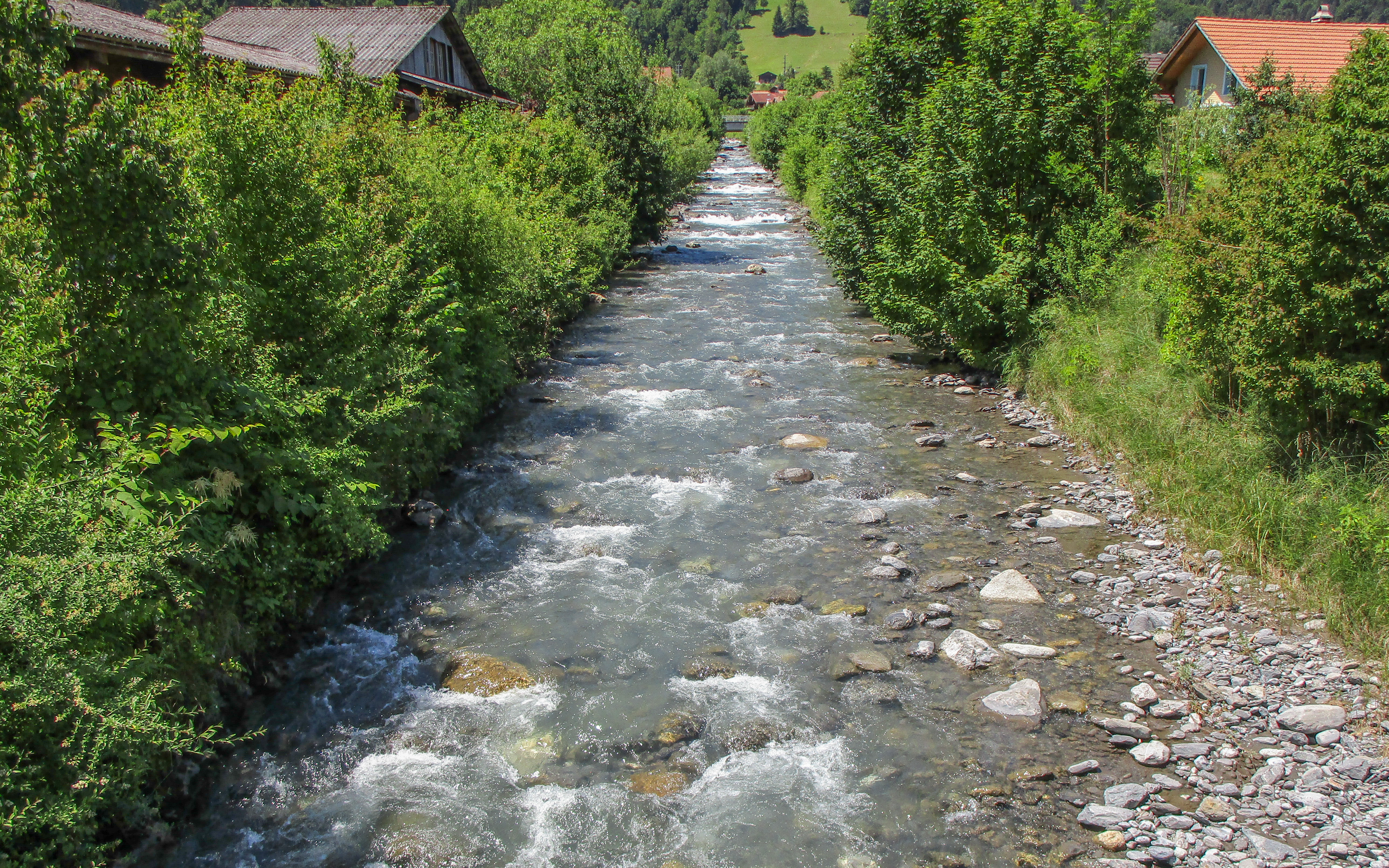
Der Saxetbach in Wilderswil

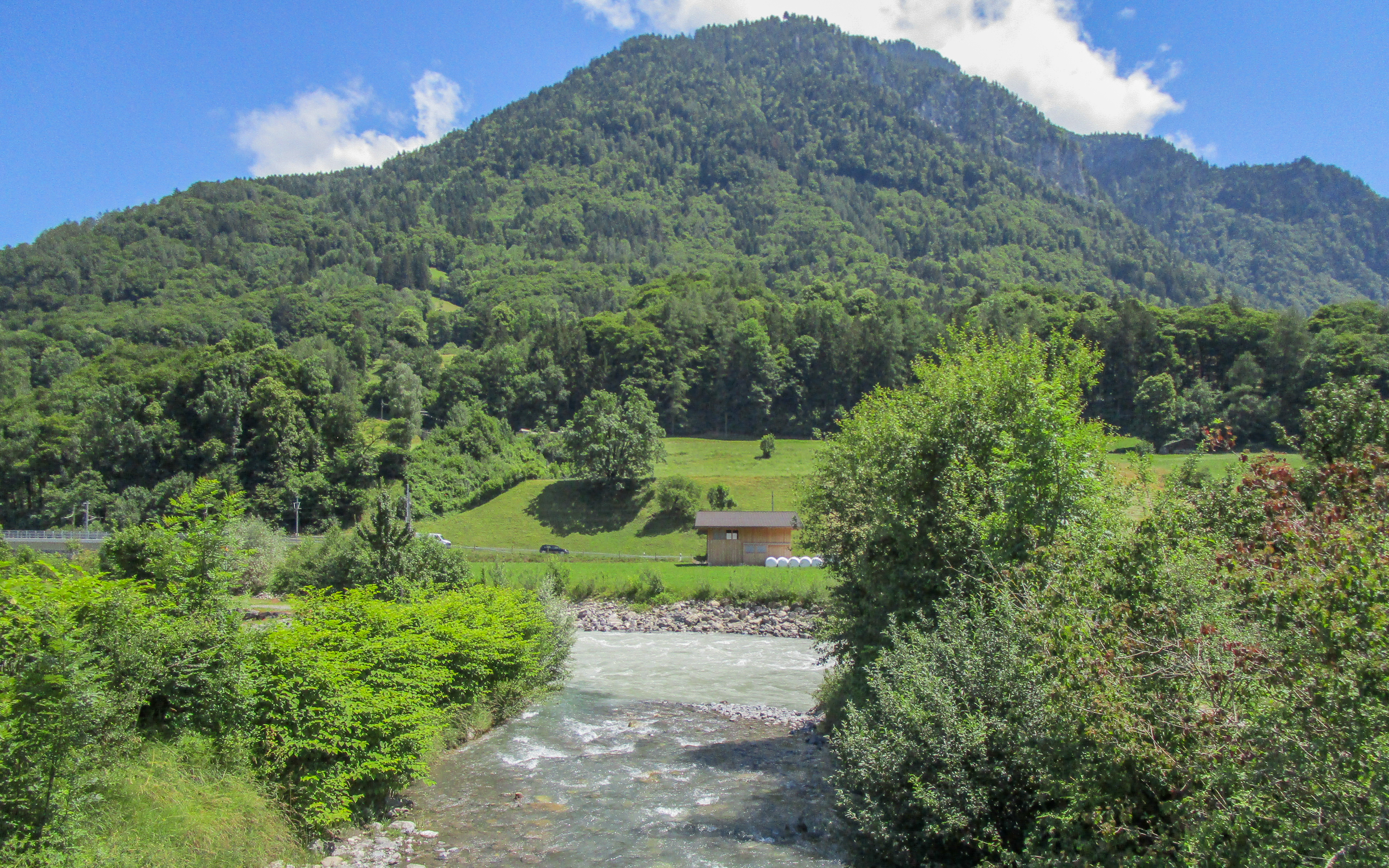
Mündung des Saxetbachs in die Lütschine bei Wilderswil

Am westlichen Ortsrand von Wilderswil verlässt der Wildbach aus einer etwas breiteren Schlucht auf 640 m ü. M. das Bergmassiv. 1987 richtete der Saxetbach bei einem schweren Hochwasserereignis grosse Schäden in Wilderswil an. Danach wurde beim Dorfeingang ein Rückhaltebecken für das Geröll eingebaut, das von der Schwellenkorporation Bödeli Süd in den 2010er Jahren durch den grösseren Geschiebesammler Chammri ersetzt wurde. Das Bauwerk ist ein Hauptbestandteil der Wildbachverbauung am Saxetbach. Der etwa 800 Meter lange letzte Abschnitt des Baches bei Wilderswil neben der Saxetenstrasse ist zum Schutz vor den häufigen Hochwassern mit Sohlschwellen und Dämmen gesichert. Die Hauptstrasse 221 von Bern über Interlaken nach Grindelwald überquert, hier Grenchenstrasse genannt, das Bachbett. Bei Steinera mündet der Saxetbach auf 592 m ü. M. in die Lütschine.
Der 10,2 km lange Lauf des Saxetbachs endet ungefähr 1893 Höhenmeter unterhalb seiner Quelle, er hat somit ein mittleres Sohlgefälle von etwa 19 %.

### Einzugsgebiet
Das 21,2 km² grosse Einzugsgebiet des Saxetbachs liegt im Lütschinental in den Berner Alpen und wird durch ihn über die Lütschine, die Aare und den Rhein zur Nordsee entwässert.
Es grenzt
- im Nordosten an das Einzugsgebiet der Lütschine direkt;
- im Osten und Südosten an das des Sousbachs, der über die Weisse Lütschine in die Lütschine entwässert;
- im Südwesten an das des Glütschbachs, der über den Spiggebach, die Chiene und die Kander in die Aare entwässert;
- im Westen an das des Latrejebachs, der über die Suld in die Kander entwässert und
- im Nordwesten an das Einzugsgebiet des Eybachs, an das des Marchgräblis, an das des Dorfbachs und an das des Holzetbachs, die alle in den Thunersee münden.

Das Einzugsgebiet besteht zu 32,5 % aus bestockter Fläche, zu 37,7 % aus Landwirtschaftsfläche, zu 1,5 % aus Siedlungsfläche und zu 28,3 % aus unproduktiven Flächen.
Die Flächenverteilung
Die mittlere Höhe des Einzugsgebietes beträgt 1645,8 m ü. M. und die höchste Erhebung ist die Schwalmere mit einer Höhe von 2777 m ü. M. im Südwesten des Einzugsgebietes.

### Zuflüsse
Zuflüsse von der Quelle zur Mündung mit den Namen nach dem Geoportal Kanton Bern, der orographischen Lage, den Längen in km, dem Einzugsgebiet in km² nach dem Geoserver der Schweizer Bundesverwaltung (Hinweise) und den Mündungsorten mit Koordinaten und Höhen
- Schwalmeregraben[11] (rechts)
- Oberbergbach (links), 1,7 km, 1,41 km²,  östlich von Underberg, 1446,7 m ü. M.
- Chüemattegraben (Wyssbach) (rechts), 1,0 km, 0,73 km²,  nördlich von Stalden, 1280,6 m ü. M.
- Staldenbächli (links), 0,4 km[12],  zwischen Stalden und Sunnallni, 1252,9 m ü. M.
- Schnäggengraben (links), 0,8 km[12],  südlich von Sunnallni, 1234,9 m ü. M.
- Holzgraben (links), 0,3 km,  bei Sunnallni, 1221,3 m ü. M.
- Renggraben (links), 2,6 km, 2,95 km²,  südwestlich von Geisbrunnen, 1194,1 m ü. M.
- Bärenbach (rechts), 1,9 km[12],  südwestlich von Geisbrunnen, 1192,5 m ü. M.
- Holderbodengraben (links), 0,9 km[12],  südlich von Geissstellen, 1151,5 m ü. M.
- Brandgraben (links), 1,3 km,  bei Buechholzli, 1139,5 m ü. M.
- Schoneggräbli (links), 0,8 km[12],  östlich von Innerfeld, 1128,2 m ü. M.
- Gibelbach (rechts), 1,4 km, 0,68 km²,  südlich von Saxeten, 1117,4 m ü. M.
- Hüsigräbli (links), 0,5 km[12],  südlich von Saxeten, 1114,4 m ü. M.
- Louigraben (links), 1,7 km[12],  südlich von Saxeten, 1107,6 m ü. M.
- Wyssenbach (rechts), 1,7 km,  bei Saxeten, 1095,3 m ü. M.
- Antlitzgraben (rechts), 0,7 km[12],  bei Saxeten, 1091,5 m ü. M.
- Brunnengraben (links), 0,8 km[12],  bei Saxeten, 1054,5 m ü. M.
- Hauetengraben (links), 1,7 km, 0,79 km²,  nördlich von Saxeten, 1037,5 m ü. M.
- Heulegigraben (links), 1,0 km,  935,9 m ü. M.
- Marchgrabe (Lochmadgrabe) (links), 0,4 km[12],  819,8 m ü. M.
- Bachmaseggrabe (rechts), 0,2 km[12],  792,2 m ü. M.
- Innere Fystergrabe (rechts), 0,4 km[12],  784 m ü. M.
- Üssere Fystergrabe (rechts), 0,3 km[12],  777,5 m ü. M.
- Sytiwaldgräbe (rechts)
- Sytigrabe (links)
- Schifergrabe (links)
- Zügeggbach (links)
- Seifegrabe (rechts)
- Chammrigrabe (links)

## Hydrologie

### Mittlere Abflussmenge
Bei der Mündung des Saxetbachs in die Lütschine beträgt seine modellierte mittlere Abflussmenge (MQ) 1,05 m³/s. Sein Abflussregimetyp ist nival alpin und seine Abflussvariabilität beträgt 18.

### Canyoning-Unglück

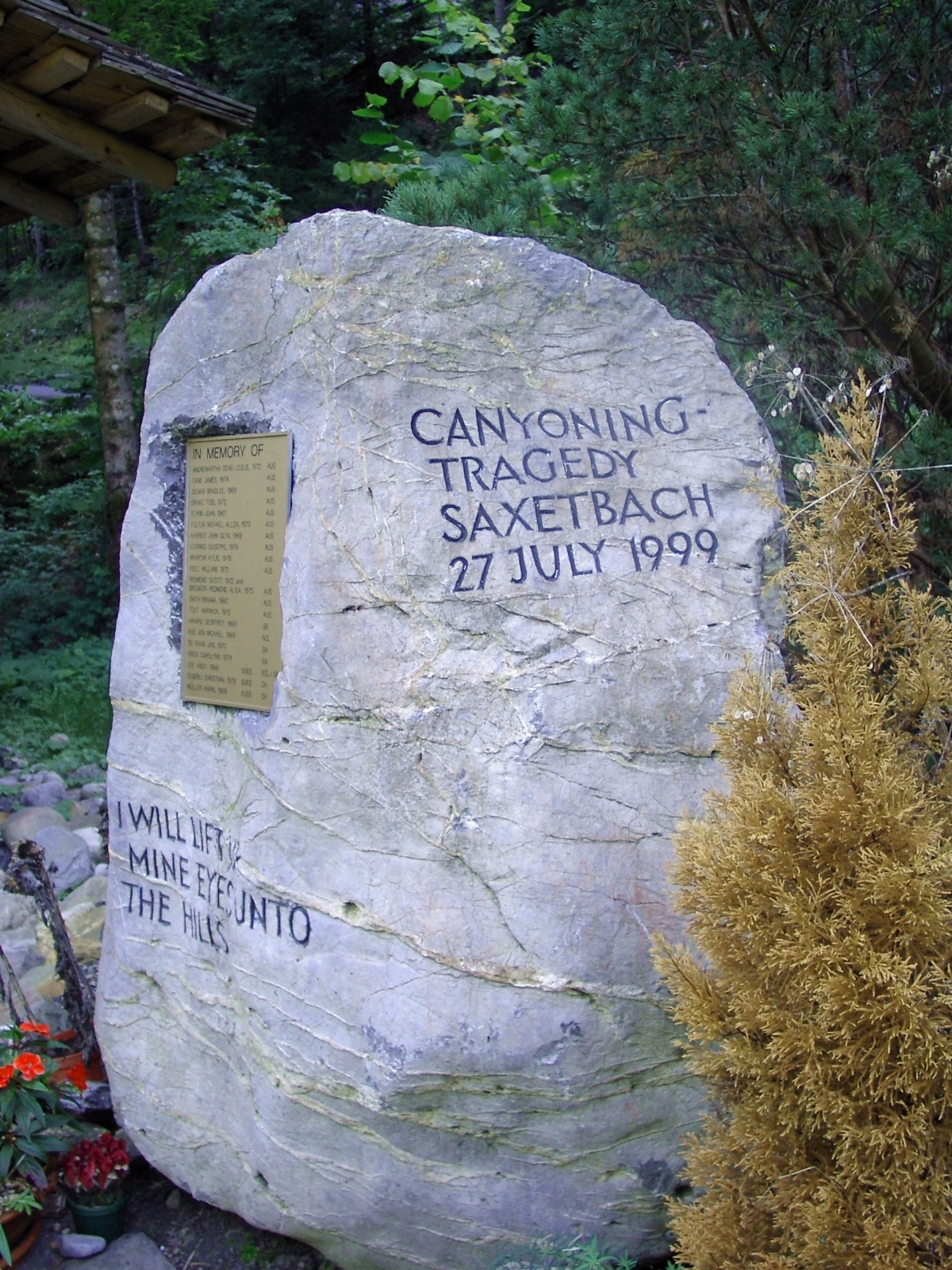
Gedenkstein für die 21 Toten des Canyoning-Unfalles

In Schluchtstrecke des Saxetbaches ereignete sich am 27. Juli 1999 bei einem plötzlich auftretenden Hochwasser des Saxetbachs ein schweres Unglück, als eine Gruppe von 45 Canyoning-Touristen von einer starken Sturzflut erfasst wurde. Dabei verloren 21 Personen aus Australien, Neuseeland, England, Südafrika und der Schweiz, darunter auch drei Tour-Guides, das Leben. Eines der vom Wildbach mitgerissenen Opfer wurde nicht mehr gefunden. Dieser Unfall forderte bislang die meisten Todesopfer beim Canyoning.
Zwei Jahre später wurden sechs Manager der für die Tour verantwortlichen Abenteueragentur, die später aufgelöst wurde, der fahrlässigen Tötung für schuldig erklärt, weil sie das Unwetterrisiko in den Bergen nicht angemessen beurteilt hatten. Als Folge dieses Unglückes wurden Sicherheitsmassnahmen beim Canyoning in der Schweiz verschärft.